# Gongylosoma nicobariensis
Espèce
Synonymes
- Ablabes nicobariensis Stoliczka, 1870

Gongylosoma nicobariensis est une espèce de serpents de la famille des Colubridae.

## Répartition
Cette espèce est endémique des îles Nicobar en Inde.

## Étymologie
Son nom d'espèce, composé de nicobar(i) et du suffixe latin -ensis, « qui vit dans, qui habite », lui a été donné en référence au lieu de sa découverte, les îles Nicobar.

## Publication originale
- Stoliczka, 1870 : Observations on some Indian and Malayan Amphibia and Reptilia. Journal of the Asiatic Society of Bengal, vol. 39, no 3, p. 159-228 (texte intégral).